# Магінський Володимир Дмитрович
Магі́нський Володи́мир Дми́трович (нар. 18 вересня 1946, м. Нальчик, Кабардино-Балкар. Респ., РФ) — живописець, художник-реставратор вищої категорії. Член Національної спілки художників України (1987). Завідувач реставраційної майстерні (живопис) Національного заповідника «Замки Тернопілля». Працює у галузі станкового та монументального, олійного живопису, а також реставрації творів сакрального мистецтва.
Дружина — Магінська-Слободюк Олександра Іванівна, художниця декоративної кераміки, яка теж є членкинею Національної спілки художників України. Син — Магінський Любомир Володимирович — реставратор, завідувач реставраційної майстерні Національного музею у Львові, член Національної спілки художників України.

## Навчання
Спершу навчався у художній студії м. Нальчик (родичі Володимира були вислані у Кабардино-Балкарію під час сталінських репресій).
У 1963—1972 роках навчався в Одеському державному художньому училищі ім. М.Грекова.
У 1972—1978 роках продовжив навчання у Львівському державному інституті прикладного та декоративного мистецтва. Йому викладали К. Звіринський, М. Лозинський, Е. Мисько. Перша виставка митця відбулася саме після закінчення інституту в 1978 році у Львові.

## Робота
З 1986 року Володимир Дмитрович є дійсним членом Національної спілки художників України.
Працював у Львові: 1973–75 рр. — у реставраційних майстернях, від 1975 — у Музеї історії релігії та атеїзму; 1987–94 — художник науково-дослідницького сектору при Академії Мистецтв; 1994 — завідувач реставраційої майстерні Національного заповідника «Замки Тернопілля»(м. Збараж, Тернопільська обл.), де рятує для майбутніх поколінь унікальні експонати.
Основна галузь — реставрація олійних творів сакрального мистецтва і мозаїк. У доробку митця більше 100 відреставрованих живописних полотен, ікони, скульптури, багато консерваційних робіт. Працює у власній майстерні, а далі — робить виставки. Постійну експозицію Володимир облаштував у Збаразькому замку.

### Живопис
Художня творчість Володимира еволюціонувала від реалістичних полотен 1970-х рр. через великорозмірні триптихи 1990-х рр., у яких домінуючими є суто формал. композиц.-колорист. пошуки способів самовираження, до сповнених внутрішньої експресії натюрмортів 2000-х рр. Створює портрети значно більші від натури, сільські (оперує кількома планами у різних рівнях, у тематичних композиціях надає перевагу геометричним побудовам) і міські (зокрема з висоти польоту птаха) пейзажі, натюрморти у реалістичній і дещо декоративній манері.
Основні твори: «Кабардинка» (1968), «Автопортрет» (1970-і рр.; 2011), «Реставратор» (1978), «Молоді художники перед виставкомом» (1981), «Зимовий день» (1983), «Місячна ніч» (1985), триптих «Пори року» (1987), «Підвалля. Вид з вежі Корнякта», «Син», «Іра» (усі — 1990-і рр.), «Ностальгія» (1998), «Рожі» (2006) та інші.

## Загальне
Магінський Володимир — учасник обласних, всеукраїнських та зарубіжних художніх виставок від 1978 року. Персональні — у Львові (1978, 1983, 2006, 2011), Тернополі (1986, 2006, 2011), Івано-Франківську, Збаражі (2006, 2011) і Луцьку (2011).
Деякі роботи зберігаються у Львівській галереї мистецтв, Національному музеї у Львові, Національному заповіднику «Замки Тернопілля», Тернопільському і Волинському краєзнавчих музеях. Багато творів митця знаходяться в музеях та у приватних колекціях США, Канади, росії, Польщі, Чехії, Ізраіля, України.